# ハルマンリ
ハルマンリ(Harmanli, ブルガリア語: Ха̀рманли, トルコ語: Harmanlı)は、ブルガリア南中部のハスコヴォ州にある町である。2009年12月時点で、町の人口は、18,557人である。
1510年に、中央ヨーロッパとアナトリアを繋ぐ道路に沿って町が作られた。

## 地理
領域は、上トラキア平野の一部、スレドナ・ゴラ山脈の南斜面からロドピ山脈の険しい北斜面にかけて広がる。トラキア平野の南端はロドピ山脈北側に縁取られ、それに沿ってモミナクリスラ谷の下端（標高300m）とハルマンリ谷の始端（標高80m）がある。
町の近くをマリツァ川が流れている。この地域の気候は温暖な大陸性で、これがこの地域の植生を決めており、ハルマンリ南部では常緑である。土壌は主に海老茶で木質である。首都のソフィアからは、270km離れている。

## 歴史
この町の最初の歴史記録は、1530年、通訳者として逗留したBenedit Kuripešičまで遡る。ハルマンリ川の右岸には、キャラバンサライが作られた。旅人や商人のために、オスマン帝国の行政官シヤヴシュ・パシャにより1585年にアーチ型の橋が架けられた。大理石製の銘板には、以下のように書かれている。「世界は橋である。それを王や貧者が渡る。」この太鼓橋は、ほぼ当時のまま今日まで保存されている。

## 文化

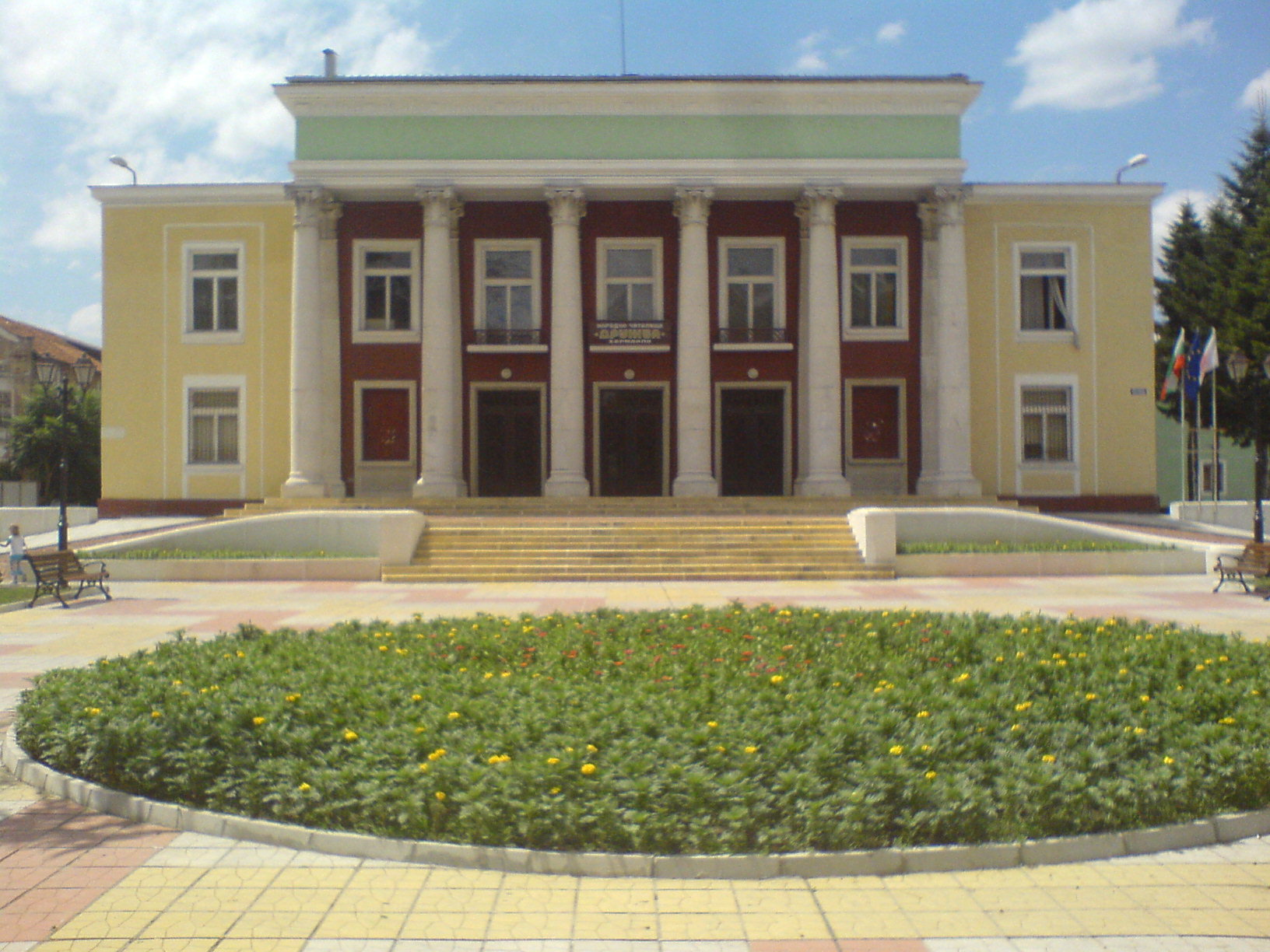
ハルマンリの公民館（チタリシテ）

町が道路に面していることから、作家のGencho Stoevは「ハルマンリは旅する必要がない。なぜなら、世界がそこを通過するからだ」と述べた。橋から徒歩30分程度のところに、「白い足の少女の泉」(White-legged Girl's Spring)と呼ばれる歴史的な噴水がある。ゲルガーナの伝説は、ペトコ・スレイビコフの詩に謳われている。もう一つの伝説は、オスマン帝国のスルタンであるムラトと戦って噴水の近くで戦死したKrali Markoの父であるValkashinまたはVukasinについての物語である。

### 観光地
この地域には、KyumyurlukaやKuru Dere、保護区のDefileto等に多くの滝がある。また、Karakolyuvata Kashta洞窟やHades Forest、小洞窟のHaidushkata Dupka等、歴史的な場所がある。

## その他
南極のハルマンリ洞窟は、この町の名前に因んで名づけられた。

## ギャラリー

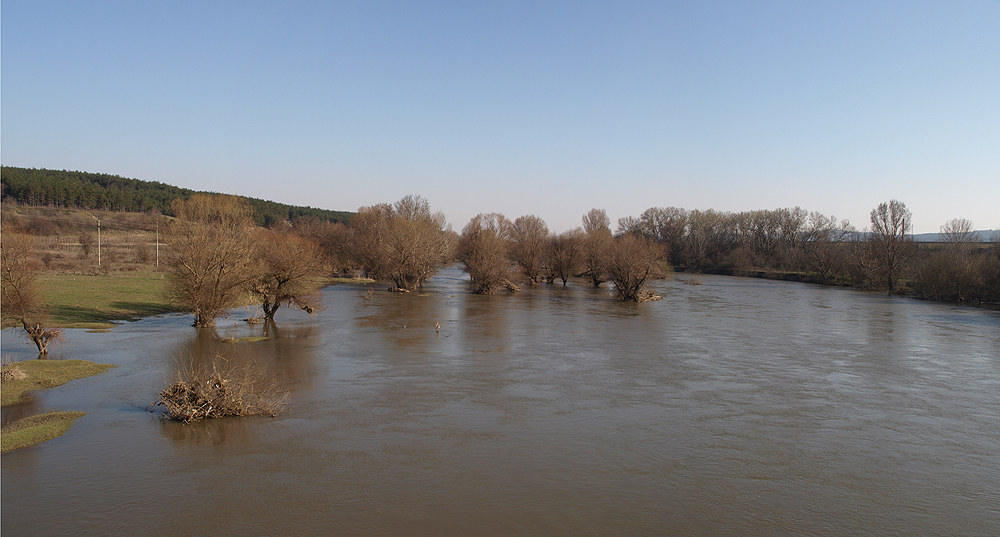
春のマリツァ川
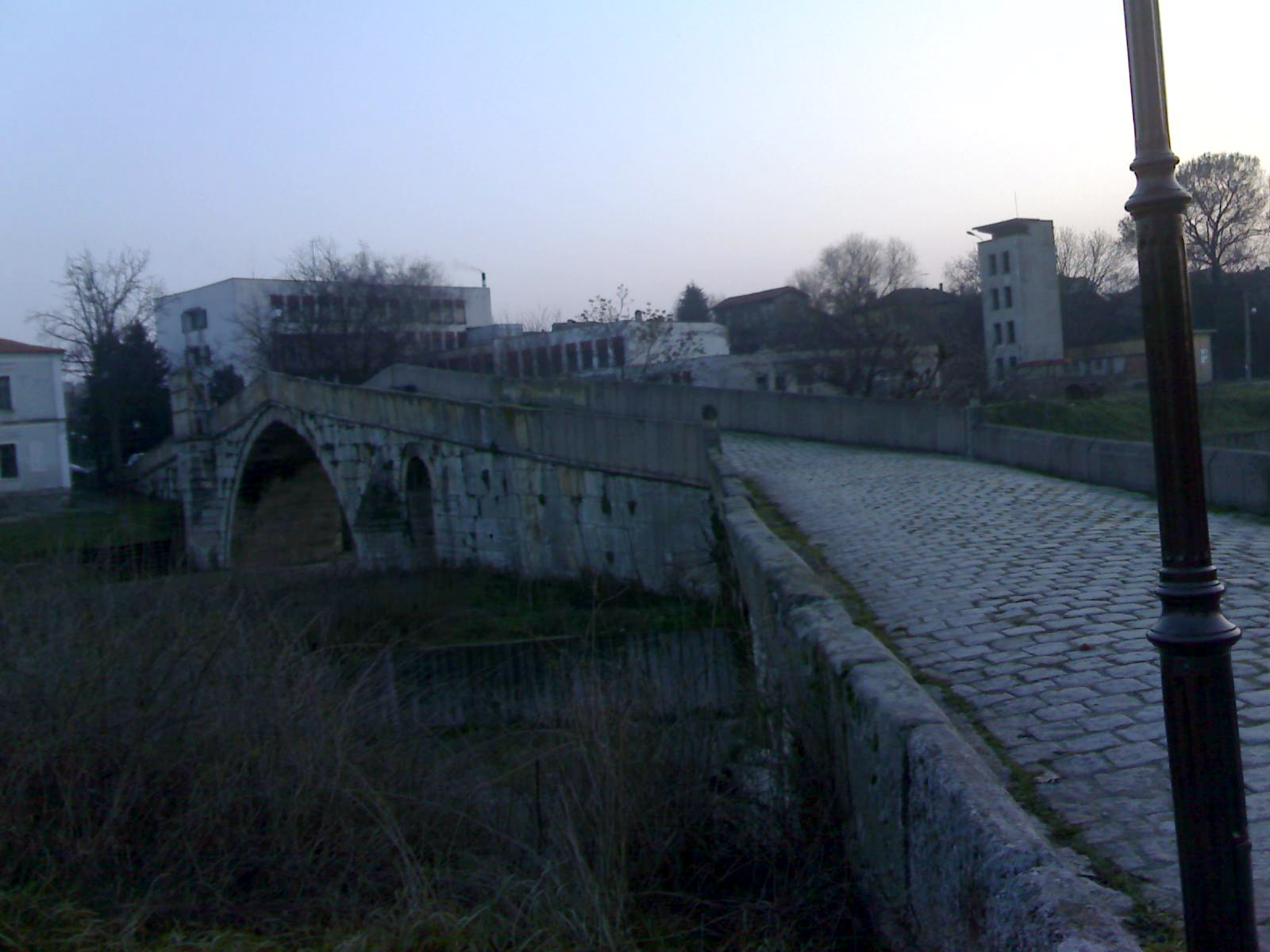
Humpback橋
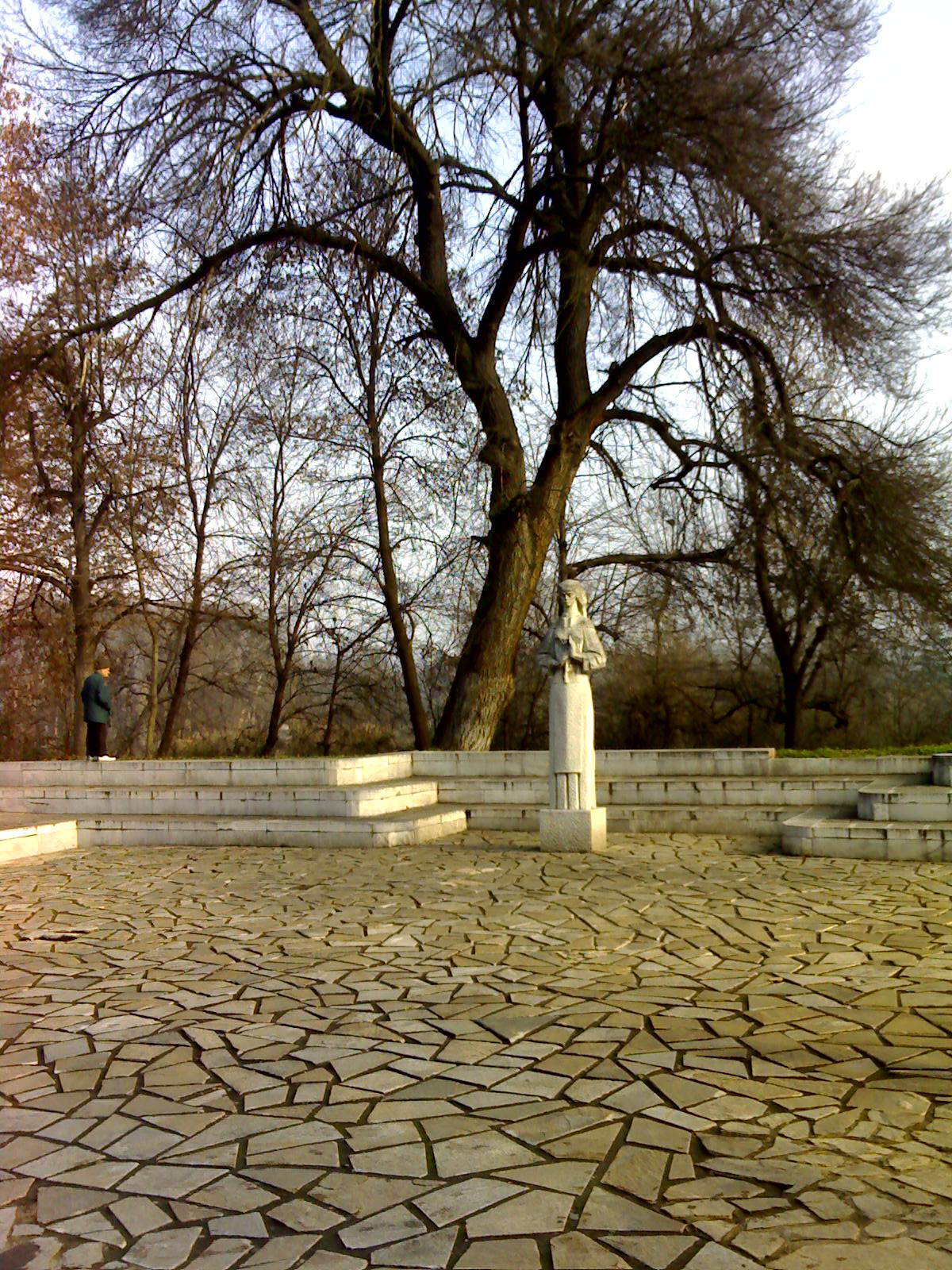
White-legged Girl's Spring